# Pristimantis bicolor
Pristimantis bicolor es una especie de anfibio anuro de la familia Craugastoridae.

## Distribución
Esta especie es endémica de la vertiente occidental de la Cordillera Oriental en Colombia. Habita en los departamentos de Cundinamarca, Boyacá y Santander entre los 1750 y 2400 m de altitud en bosques nubosos.

## Publicación original
- Rueda-Almonacid & Lynch 1983: Una nueva especie de Eleutherodactylus (Amphibia: Leptodactylidae) para la Cordillera oriental de Colombia. Lozania, vol. 42, p. 1-6.[5]